# CSI (franczyza)

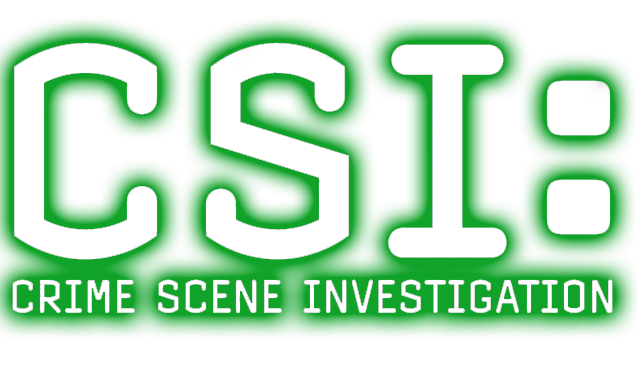
Logo franczyzy CSI

CSI (Crime Scene Investigation) – franczyza amerykańskich programów telewizyjnych stworzonych przez Anthony E. Zuikera, emitowany w telewizji CBS.

## Seriale telewizyjne
- CSI: Kryminalne zagadki Las Vegas (Kryminalne zagadki Las Vegas) (2000–2015)
- CSI: Kryminalne zagadki Miami (Kryminalne zagadki Miami) (2002–2012)
- CSI: Kryminalne zagadki Nowego Jorku (Kryminalne zagadki Nowego Jorku) (2004–2013)
- CSI: Cyber (2015–2016)
- CSI: Vegas(inne języki) (od 2021)